# جنجال در عروسی
جنجال در عروسی فیلمی سه‌بعدی به کارگردانی و نویسندگی رضا خطیبی و تهیه‌کنندگی محمد احمدی محصول سال ۱۳۹۴ است.
این فیلم که به صورت سه بعدی و دو بعدی ساخته شده است در ۱۱ آذر ۱۳۹۵ در سینماهای ایران اکران شده است.

## خلاصه داستان
در یک مراسم عروسی کودکان را به محل برگزاری جشن راه نمی‌دهند و به کلبه‌ای در انتهای باغ تبعید می‌کنند. بچه‌ها متوجه می‌شوند برگزارکنندگان مراسم قاچاقچی مواد مخدر هستند، لذا تصمیم می‌گیرند تا جشن را به هم بزنند و این آغاز ماجراست.

## بازیگران
| بازیگر           | نقش                 | توضیحات                                             |
| ---------------- | ------------------- | --------------------------------------------------- |
| علیرضا خمسه      | علی‌آقا دهقانی       | پدر رضا، سارا و تارا، همسر عفت                      |
| میرطاهر مظلومی   | منوچهر              | قاچاقچی، پسرعموی عفت                                |
| نعیمه نظام‌دوست   | عفت خانم            | همسر علی‌آقا، مادر رضا، سارا و تارا، دخترعموی منوچهر |
| مرتضی ضرابی      | اِسی‌هالک (اسماعیل)   | قاچاقچی و همکار منوچهر                              |
| محمدرضا بحری     | مو قشنگ (رئیس)      | قاچاقچی و همکار منوچهر                              |
| مهدی قانع        |                     | خواننده سالن عروسی                                  |
| صاحب حائری‌زاده   | گارسون              | قاچاقچی و همکار منوچهر                              |
| علیرضا حائری‌زاده | مسعود               | قاچاقچی و همکار منوچهر                              |
| سعید خبیری       | مرد عروسکی (مینیون) | نگهبان تَهِ باغ                                       |
| محمدجواد رسایی   | رضا دهقانی          | نقش اصلی                                            |
| امیرحسین محرابی  | بابک                | فامیل رضا                                           |
| کورش فلاح        | نیما                | فامیل رضا                                           |
| فرزاد دهقان      | فریبرز              | فامیل رضا                                           |
| علیرضا روئین‌تن   | فرشاد               | پسر آشپز و دوست رضا                                 |
| عارفه محمودی     | تارا دهقانی         | خواهر سارا و رضا                                    |
| عرفانه محمودی    | سارا دهقانی         | خواهر تارا و رضا                                    |
| محمد هادئی       |                     | پلیس                                                |